# Anderson Industries
Anderson Industries Inc. war ein US-amerikanischer Hersteller von Automobilen.

## Unternehmensgeschichte
Das Unternehmen wurde am 21. Januar 1963 in Elkridge in Maryland gegründet. 1985 begann die Produktion von Automobilen und Kit Cars. Der Markenname lautete Anderson, evtl. mit dem Zusatz Industries. 1990 endete die Produktion. 1997 wurde das Unternehmen aufgelöst.

## Fahrzeuge
Im Angebot standen Hot Rods. Vorbilder waren Ford Modell T von 1923, weitere Modelle von Ford von 1926 und 1933/34, Ford Anglia von 1948, American Bantam von 1932 und Fiat 500 Topolino von 1948. Verschiedene V8-Motoren trieben die Fahrzeuge an.